# Wurfbainia gracilis
Wurfbainia gracilis là một loài thực vật có hoa trong họ Gừng. Loài này được Carl Ludwig Blume mô tả khoa học đầu tiên năm 1827 dưới danh pháp Amomum gracile. Năm 2018, Jana Leong-Škorničková và Axel Dalberg Poulsen chuyển nó sang chi Wurfbainia.

## Phân bố
Loài này có ở Sumatra và Java (Indonesia).